# Championnat du monde de rink hockey masculin juniors 2009
Navigation
Championnat du monde juniors 2007 Championnat du monde juniors 2011
Le quatrième championnat du monde juniors de rink hockey se déroule entre le 27 septembre et le 3 octobre 2009, à Bassano del Grappa ( Italie).
Cette compétition réunit les meilleurs joueurs de moins de 20 ans de sélections du monde entier.

## Participants
17 équipes prennent part à la compétition :
- Afrique du Sud
- Allemagne
- Angleterre
- Angola
- Argentine
- Australie
- Chili
- Colombie
- Espagne
- États-Unis
- France
- Inde
- Italie
- Pays-Bas
- Portugal
- Suisse
- Uruguay

L'uruguay étant un invité de dernière minute.

## Format
Une première phase de groupe se dispute selon la formule d'un championnat où chaque équipe rencontre une fois tous ses adversaires. Lors de cette première phase, les équipes se voient attribuer respectivement 3 points, 1 point et 0 point pour une victoire, un nul et une défaite. À l'issue de la première phase ont lieu les quarts de finale.

## Résultats

### Phase de groupe
Groupe A
| Rang | Équipe    | Pts | J | G | N | P | Bp | Bc | Diff |  | Résultats |  |     |      |      |      |
| ---- | --------- | --- | - | - | - | - | -- | -- | ---- |  | --------- |  | --- | ---- | ---- | ---- |
| 1    | Espagne   | 12  | 4 | 4 | 0 | 0 | 56 | 3  | +53  |  | Espagne   |  | 4-2 | 18-0 | 15-0 | 19-1 |
| 2    | Allemagne | 9   | 4 | 3 | 0 | 1 | 45 | 8  | +37  |  | Allemagne |  |     | 12-1 | 11-2 | 22-1 |
| 3    | Colombie  | 6   | 4 | 2 | 0 | 2 | 20 | 34 | -14  |  | Colombie  |  |     |      | 6-1  | 11-3 |
| 4    | Uruguay   | 3   | 4 | 1 | 0 | 3 | 14 | 50 | -36  |  | Uruguay   |  |     |      |      | 11-6 |
| 5    | Inde      | 0   | 4 | 0 | 0 | 4 | 11 | 63 | -52  |  | Inde      |  |     |      |      |      |

Groupe B
| Rang | Équipe   | Pts | J | G | N | P | Bp | Bc | Diff |  | Résultats |  |     |      |      |
| ---- | -------- | --- | - | - | - | - | -- | -- | ---- |  | --------- |  | --- | ---- | ---- |
| 1    | Portugal | 9   | 3 | 3 | 0 | 0 | 43 | 0  | +43  |  | Portugal  |  | 7-0 | 14-0 | 22-0 |
| 2    | Suisse   | 6   | 3 | 2 | 0 | 1 | 13 | 10 | +3   |  | Suisse    |  |     | 5-0  | 8-3  |
| 3    | Angola   | 3   | 3 | 1 | 0 | 2 | 5  | 19 | -14  |  | Angola    |  |     |      | 5-0  |
| 4    | Pays-Bas | 0   | 3 | 0 | 0 | 3 | 3  | 35 | -32  |  | Pays-Bas  |  |     |      |      |

Groupe C
| Rang | Équipe     | Pts | J | G | N | P | Bp | Bc | Diff |  | Résultats  |  |     |      |      |
| ---- | ---------- | --- | - | - | - | - | -- | -- | ---- |  | ---------- |  | --- | ---- | ---- |
| 1    | France     | 7   | 3 | 2 | 1 | 0 | 48 | 3  | +45  |  | France     |  | 2-2 | 17-0 | 29-1 |
| 2    | Argentine  | 7   | 3 | 2 | 1 | 0 | 40 | 7  | +33  |  | Argentine  |  |     | 11-3 | 27-2 |
| 3    | États-Unis | 3   | 3 | 1 | 0 | 2 | 12 | 30 | -18  |  | États-Unis |  |     |      | 9-2  |
| 4    | Australie  | 0   | 3 | 0 | 0 | 3 | 5  | 65 | -60  |  | Australie  |  |     |      |      |

Groupe D
| Rang | Équipe         | Pts | J | G | N | P | Bp | Bc | Diff |  | Résultats      |  |     |      |      |
| ---- | -------------- | --- | - | - | - | - | -- | -- | ---- |  | -------------- |  | --- | ---- | ---- |
| 1    | Chili          | 7   | 3 | 2 | 1 | 0 | 36 | 4  | +32  |  | Chili          |  | 3-3 | 10-1 | 23-0 |
| 2    | Italie         | 7   | 3 | 2 | 1 | 0 | 20 | 3  | +17  |  | Italie         |  |     | 3-0  | 14-0 |
| 3    | Angleterre     | 3   | 3 | 1 | 0 | 2 | 6  | 13 | -7   |  | Angleterre     |  |     |      | 5-0  |
| 4    | Afrique du Sud | 0   | 3 | 0 | 0 | 3 | 0  | 42 | -42  |  | Afrique du Sud |  |     |      |      |

### Tableau final
|  | Quarts de finale       | Quarts de finale       |                      |                      | Demi-finales           | Demi-finales           |   |  | Finale               | Finale               |
|  | Quarts de finale       | Quarts de finale       |                      |                      | Demi-finales           | Demi-finales           |   |  | Finale               | Finale               |
|  |                        |                        |                      |                      |                        |                        |   |  |                      |                      |
|  | 1er octobre 2009 16h30 | 1er octobre 2009 16h30 |                      |                      | 2 octobre 2009 19h30   | 2 octobre 2009 19h30   |   |  | 3 octobre 2009 20h30 | 3 octobre 2009 20h30 |
|  | 1er octobre 2009 16h30 | 1er octobre 2009 16h30 |                      |                      | 2 octobre 2009 19h30   | 2 octobre 2009 19h30   |   |  | 3 octobre 2009 20h30 | 3 octobre 2009 20h30 |
|  | Espagne                | 6                      |                      |                      | 2 octobre 2009 19h30   | 2 octobre 2009 19h30   |   |  | 3 octobre 2009 20h30 | 3 octobre 2009 20h30 |
|  | Espagne                | 6                      |                      |                      | 2 octobre 2009 19h30   | 2 octobre 2009 19h30   |   |  | 3 octobre 2009 20h30 | 3 octobre 2009 20h30 |
|  | Suisse                 | 0                      |                      |                      | 2 octobre 2009 19h30   | 2 octobre 2009 19h30   |   |  | 3 octobre 2009 20h30 | 3 octobre 2009 20h30 |
|  | Suisse                 | 0                      | Espagne              | 3                    |                        |                        |   |  | 3 octobre 2009 20h30 | 3 octobre 2009 20h30 |
|  | 1er octobre 2009 19h30 |                        | Espagne              | 3                    |                        |                        |   |  | 3 octobre 2009 20h30 | 3 octobre 2009 20h30 |
|  |                        | Chili                  | 1                    |                      |                        |                        |   |  | 3 octobre 2009 20h30 | 3 octobre 2009 20h30 |
|  | Chili                  | Chili                  | 1                    | 2                    |                        |                        |   |  | 3 octobre 2009 20h30 | 3 octobre 2009 20h30 |
|  | Chili                  |                        |                      | 2                    |                        |                        |   |  | 3 octobre 2009 20h30 | 3 octobre 2009 20h30 |
|  | Argentine              | 1                      |                      |                      |                        |                        |   |  | 3 octobre 2009 20h30 | 3 octobre 2009 20h30 |
|  | Argentine              | 1                      | Portugal             | 3                    |                        |                        |   |  |                      |                      |
|  | 1er octobre 2009 18h00 |                        | Portugal             | 3                    |                        |                        |   |  |                      |                      |
|  |                        | Espagne                | 5                    |                      |                        |                        |   |  |                      |                      |
|  | Portugal               | Espagne                | 5                    | 7                    |                        |                        |   |  |                      |                      |
|  | Portugal               | 2 octobre 2009 21h00   |                      | 7                    |                        |                        |   |  |                      |                      |
|  | Allemagne              | 2                      |                      |                      |                        |                        |   |  |                      |                      |
|  | Allemagne              | 2                      | Portugal             | 2                    |                        |                        |   |  |                      |                      |
|  | 1er octobre 2009 21h00 | 1er octobre 2009 21h00 | Portugal             | 2                    | Match pour la 3e place | Match pour la 3e place |   |  |                      |                      |
|  | 1er octobre 2009 21h00 | 1er octobre 2009 21h00 |                      | Italie               | Match pour la 3e place | Match pour la 3e place | 1 |  |                      |                      |
|  | France                 | 3                      | 3 octobre 2009 19h00 | 3 octobre 2009 19h00 |                        |                        | 1 |  |                      |                      |
|  | France                 | 3                      | 3 octobre 2009 19h00 | 3 octobre 2009 19h00 |                        |                        |   |  |                      |                      |
|  | Italie                 | 4                      |                      | Chili                | 2                      |                        |   |  |                      |                      |
|  | Italie                 | 4                      |                      | Chili                | 2                      |                        |   |  |                      |                      |
|  |                        |                        |                      |                      |                        |                        |   |  | Italie               | 1                    |
|  |                        |                        |                      |                      |                        |                        |   |  | Italie               | 1                    |

| Champion du monde juniors 2009 |
| ------------------------------ |

### Matchs de classement (places 5 à 8)
Les équipes ayant perdu leur quart de finale ( Suisse,  Argentine,  Allemagne et  France) se rencontrèrent ensuite pour déterminer les places 5 à 8.
|  | 2 octobre 2009       | 2 octobre 2009       |                     |   | Match pour 5e place  | Match pour 5e place  |
|  | 2 octobre 2009       | 2 octobre 2009       |                     |   | Match pour 5e place  | Match pour 5e place  |
|  |                      |                      |                     |   |                      |                      |
|  | 2 octobre 2009 18h00 | 2 octobre 2009 18h00 |                     |   | 3 octobre 2009 17h30 | 3 octobre 2009 17h30 |
|  | 2 octobre 2009 18h00 | 2 octobre 2009 18h00 |                     |   | 3 octobre 2009 17h30 | 3 octobre 2009 17h30 |
|  | Allemagne            | 6                    |                     |   | 3 octobre 2009 17h30 | 3 octobre 2009 17h30 |
|  | Allemagne            | 6                    |                     |   | 3 octobre 2009 17h30 | 3 octobre 2009 17h30 |
|  | France               | 1                    |                     |   | 3 octobre 2009 17h30 | 3 octobre 2009 17h30 |
|  | France               | 1                    | Argentine           | 1 |                      |                      |
|  | 2 octobre 2009 19h30 |                      | Argentine           | 1 |                      |                      |
|  |                      | Allemagne            | 5                   |   |                      |                      |
|  | Suisse               | Allemagne            | 5                   | 1 |                      |                      |
|  | Suisse               |                      |                     | 1 |                      |                      |
|  | Argentine            | 4                    |                     |   |                      |                      |
|  | Argentine            | 4                    | Match pour 7e place |   |                      |                      |
|  |                      |                      |                     |   |                      |                      |
|  | 3 octobre 2009 16h00 |                      |                     |   |                      |                      |
|  |                      |                      |                     |   |                      |                      |
|  | Suisse               | 0                    |                     |   |                      |                      |
|  | Suisse               | 0                    |                     |   |                      |                      |
|  | France               | 1                    |                     |   |                      |                      |
|  | France               | 1                    |                     |   |                      |                      |

### Matchs de classement (Places 9 à 17)
1er octobre 2009
| Places 9 à 17          | Angleterre | 10-2 | Australie | PalaBassano |
| 1er octobre 2009 15h00 |            |      |           |             |

| Places 9 à 17          | Colombie | 6-0 | Pays-Bas | PalaDue |
| 1er octobre 2009 18h00 |          |     |          |         |

| Places 9 à 17          | Angola | 4-2 | Uruguay | PalaDue |
| 1er octobre 2009 19h30 |        |     |         |         |

| Places 9 à 17          | États-Unis | 4-2 | Afrique du Sud | PalaDue |
| 1er octobre 2009 21h00 |            |     |                |         |

2 octobre 2009
| Places 13 à 17       | Pays-Bas | 7-4 | Australie | PalaDue |
| 2 octobre 2009 10h00 |          |     |           |         |

| Places 13 à 17       | Uruguay | 7-3 | Afrique du Sud | PalaBassano |
| 2 octobre 2009 10h00 |         |     |                |             |

| Places 9 à 12        | Colombie | 8-1 | Angleterre | PalaBassano |
| 2 octobre 2009 15h00 |          |     |            |             |

| Places 9 à 12        | Angola | 5-2 | États-Unis | PalaBassano |
| 2 octobre 2009 16h30 |        |     |            |             |

| Places 15 à 17       | Inde | 6-4 | Australie | PalaDue |
| 2 octobre 2009 21h00 |      |     |           |         |

3 octobre 2009
| Places 15 à 17       | Inde | 4-11 | Afrique du Sud | PalaBassano |
| 3 octobre 2009 10h00 |      |      |                |             |

| Places 9 et 10       | Colombie | 4-2 | Angola | PalaBassano |
| 3 octobre 2009 14h30 |          |     |        |             |

| Places 13 et 14      | Pays-Bas | 2-8 | Uruguay | PalaDue |
| 3 octobre 2009 16h00 |          |     |         |         |

| Places 11 et 12      | Angleterre | 5-2 | États-Unis | PalaDue |
| 3 octobre 2009 17h30 |            |     |            |         |

| Places 15 à 17       | Australie | 2-3 | Afrique du Sud | PalaDue |
| 3 octobre 2009 19h00 |           |     |                |         |

## Classement final
| Pl. | Équipe         |
| --- | -------------- |
| 1   | Espagne        |
| 2   | Portugal       |
| 3   | Chili          |
| 4   | Italie         |
| 5   | Allemagne      |
| 6   | Argentine      |
| 7   | France         |
| 8   | Suisse         |
| 9   | Colombie       |
| 10  | Angola         |
| 11  | Angleterre     |
| 12  | États-Unis     |
| 13  | Uruguay        |
| 14  | Pays-Bas       |
| 15  | Afrique du Sud |
| 16  | Inde           |
| 17  | Australie      |